# Coripe
Coripe is een gemeente in de Spaanse provincie Sevilla in de regio Andalusië met een oppervlakte van 52 km². In 2007 telde Coripe 1446 inwoners.

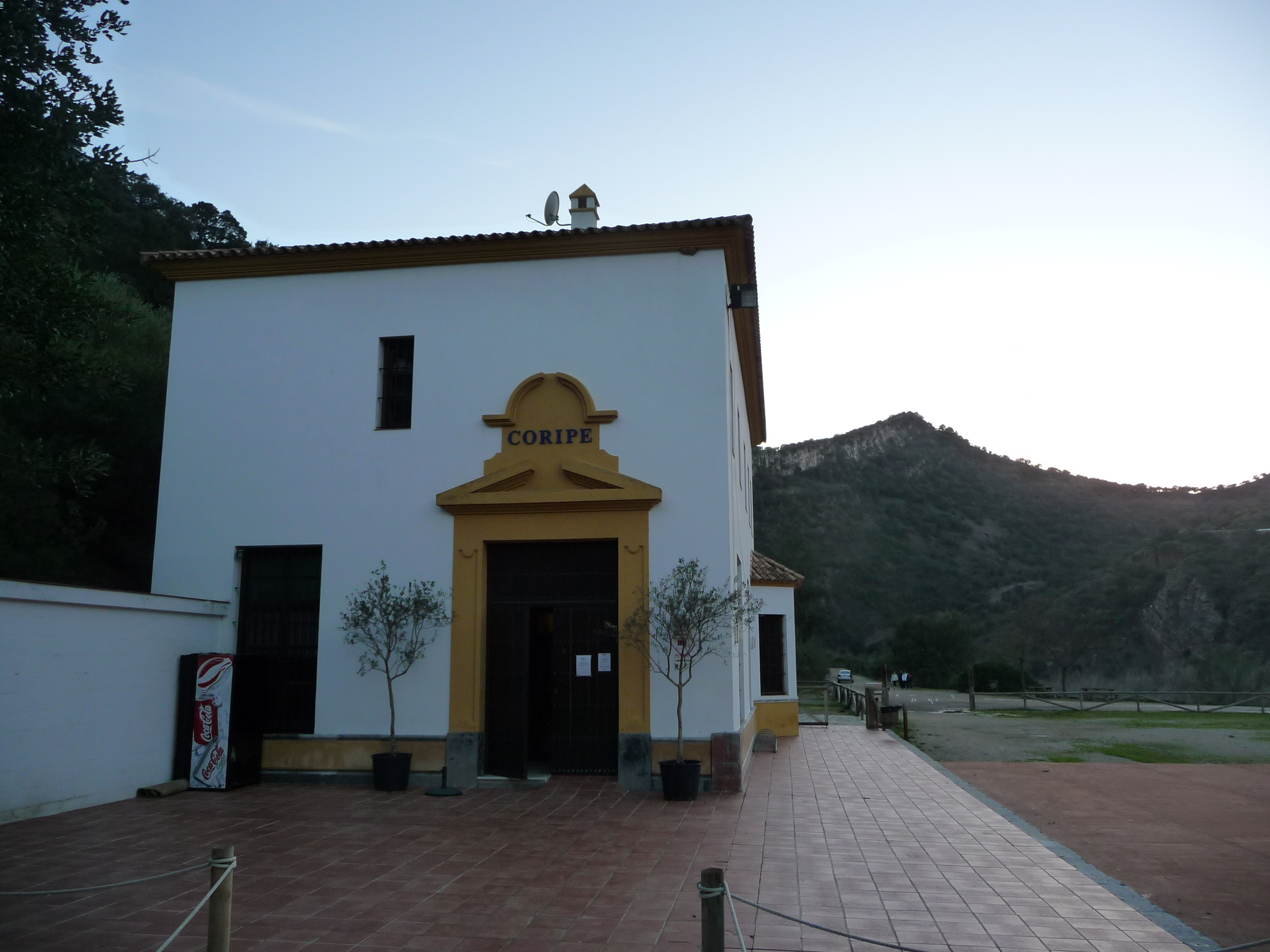
Gerestaureerd station van Coripe
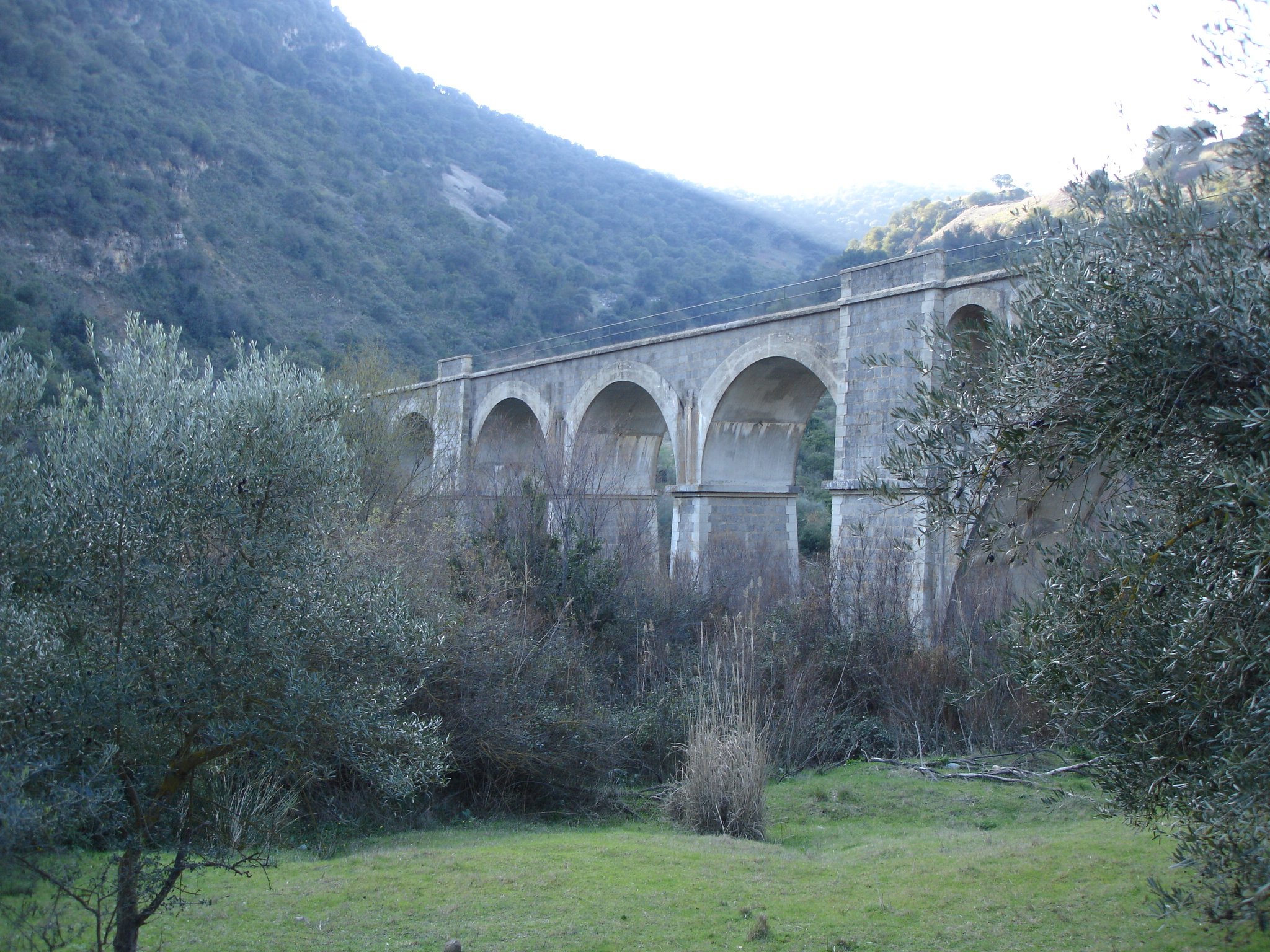
Viaduct Via Verde Sierra Cadiz
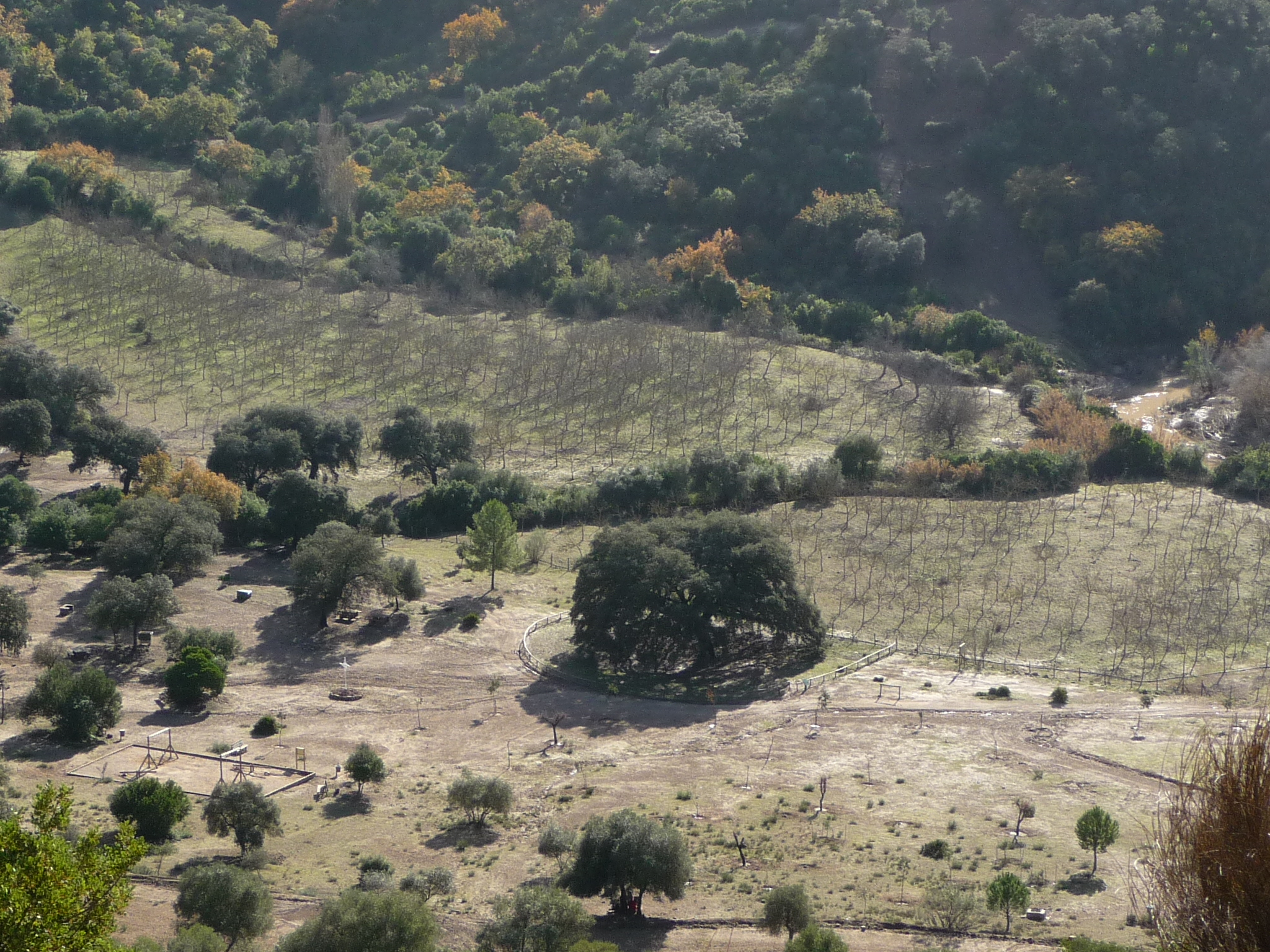